# Zoe Aggeliki
Zoe Aggeliki (Grieks: Ζωή Αγγελική) (Karlskrona (Zweden), 4 januari 1994) is een Zweeds model en actrice. In februari 2012 stond ze op de cover van modeblad L'Officiel. Aggeliki had kleine rolletjes in Gossip Girl (één aflevering) en The Hangover Part III.